# Pastoralexamen
Pastoralexamen var den prövning inför respektive domkapitel, vilken svenska präster intill 1884 var underkastade som villkor för ansökningsrätt och befordran till pastorat och vissa andra prästerliga tjänster. I Finland är det en ännu gällande examen, som är krav för behörighet att söka ordinarie prästtjänst. 

## Tillkomst
Denna examen uppkom under Karl XI:s regeringstid och är ett uttryck för hans strävan att bland prästerskapet upprätthålla bokliga studier. Vid 1600-talets slut hade nämligen klagomål anförts däröver, att prästerna efter sacerdotalexamen
och ordination "lade boken afsides och icke vidare förkofrade sig uti lärdom och andra uppbyggliga gåfvor". Man kunde inte längre på effektivt sätt upprätthålla seden att vid prästmötena förhöra det yngre prästerskapet. Examenskravet infördes för fältpräster 1681, för kyrkoherdar i regala pastorat 1693 och för alla rikets pastorat 1748.

## Sverige

### Examensfordringar
Pastoralexamen avlades (enligt kungligt cirkulär 26 januari 1856) i exegetisk, historisk, systematisk och praktisk teologi samt kyrkolagfarenhet och föregicks av ett disputationsprov med teser. Den ansågs nödvändig så länge någon prästerlig yrkesexamen vid universitetet ännu inte var i lag föreskriven och domkapitlens fordringar för inträde i kyrkans tjänst ännu var skäligen låga. 

### Avskaffande
Genom kungligt brev 12 mars 1831 stadgades att dimissionsexamen skulle avläggas vid akademin som betingelse för ordination. Examensfordringarna vid universitetet blev de följande årtiondena ytterligare skärpta, särskilt genom kungligt brev av 26 januari 1877 om att ingen efter 15 september 1879 fick skrivas in i teologisk fakultet utan att först ha avlagt teologisk-filosofisk examen eller filosofie kandidatexamen. Därför ansåg man att pastoralprov var överflödiga. 
På hemställan av 1883 års kyrkomöte förordnade därför Kungl. Maj:t den 18 april 1884, att den gamla pastoralexamen som villkor för behörighet till vissa prästerliga beställningar skulle avskaffas, men att tillåtelse skulle lämnas präst, vilken sådant önskar, att, till styrkande av sin förkovran i teologiska studier, inför vederbörande domkapitel offentligen försvara en av honom författad teologisk avhandling samt däröver erhålla domkapitlets vitsord.

## Finland
Den finländska pastoralexamen är ett arv från den svenska tiden. Efter landets avskiljande från Sverige kvarlevde examen. Enligt nya bestämmelser från 1851 inleddes examinationen med ett skriftligt prov på svenska och ett på finska. Därefter följde predikoprov på bägge språken under högmässa. Sedan språkfärdigheterna fastställts följde en offentlig disputation och en upp till fyra timmar lång muntlig tentamen inför domkapitlet. 
Idag kan pastoralexamen avläggas av präst efter avklarad introduktionsutbildning och minst två års tjänstgöring som präst. Högre pastoralexamen, som bland annat innefattar en teologisk avhandling, krävs av sökande till tjänst som domprost med mera.